# Conquer Online
Conquer Online er et online rollespil (MMORPG). Spillet er udviklet af det kinesiske firma TQ Digital Entertainment og findes til Windows og IOS. Spillet foregår i en fantasyverden inspireret af kinesisk mytologi.
Selve spillet er blevet ændret til en nyere version kaldet "Conquer Online 2.0 New Dynasty"
I spillets miljø er der, ørkener, bjerge, træer, vandfald, sten, klipper mm.

## Spilforløb
I spillet gælder det om at skabe en stærk figur (character). Når du starter, vælger du hvilken kategori kriger du gerne vil være. (se længere nede) Din char starter level 1, det svageste niveau. Ved at dræbe monstre og på anden vis kan du nå op på level 140, det højeste og stærkeste. Sideløbende kan dine våben og andre ejendele have fem forskellige kvalitetskategorier (normal, refined, unique, elite, super) samt op til 12 plus-kategorier. (ingen +, op til +12). Derved er (simplet sagt) den stærkeste figur en char level 140 med alle våben og items +12.
Desuden er der flere andre systemer, som gør dig stærkere, såsom chi og subclasses. Fælles for alle systemer er, at de bliver dyrere jo længere du når op. Når du er over level 135 +5 er det praktisk umuligt at nå længere uden at købe udstyr. En +12 figur koster nemt flere tusinde dollar.
I spillet er der mange aktiviteter: Daglige, ugentlige og månedlige turneringer, kampe og krige; Mindre og større opgaver (tasks) til at opnå udstyr og andre fornødenheder; Monstre som giver større eller mindre udbytte; Daglige "quests" hvor du kan styrke din char i små bidder.
De fleste spillere tilslutter sig en eller anden hear (guild), som har allierede og fjender, og som en gang om ugen udkæmper et regulært slag som varer 3 timer. Den som er med i den stærkeste guild, har flest fordele i spillet.
Hvis man dræber andre folk kaldes man en PK'er, hvilket står for Player Killer. Hvis det sker kan man miste de ting man bærer, men det er kun som rødt navn (Dit navn bliver rødt for en tid efter at du har dræbt 3 spillere som ikke er fjender). Har man derimod sort navn (dræbt 9 spillere som ikke er fjender) kan man blive smidt i fængsel hvor man skal grave guld for at komme ud.
Man kan både få to-hånds og en-hånds våben. Nogle håndvåben skader meget, men har en dårlig agillity. Andre skader med mindre og har højere agillity. (Agillity gør sådan at man rammer bedre) To-hånds skader med mere end enhånds men rammer dårligere. Man kan derefter få våben skill eller abillity. Nogle af dem er selv udløselige og andre skal man selv udløse.
Man kan også få XP skill som sker hver gang XP-tallet er kommet op på 100.
Man kan vælge 7 forskellige klasser.
- Trojan.
- Warrior.
- Archer.
- Taoist. Som kan blive promotet til fire- eller water taoist. Firetaoist er en kampbaseret klasse som kan forvolde megen skade, hvorimod watertaoist er en genoplivningsklasse med mange magier der hjælper andre klasser. dog har watertaoisten lave angrebspoint.
- Ninja.
- Monk/Saint
- Pirate

Det maksimale level er lige nu 140.

## Særlige spilelementer
Reborn (At blive genfødt)
Når du rammer level 120 eller derover, har du mulighed for at blive "genfødt" (Reborn).
Dette kan du gøre 2 gange i spillet.
Der er visse fordele ved at fortsætte med at gøre den mand bedre og komme op i højere levels, inden man bliver genfødt.
Spillet har, trods de mange år på nettet, stadig en stor succes blandt alle unge, som gamle, mennesker over hele verdenen.
Der er events, quests, guides og meget mere lokaliseret på deres hjemmeside, og dette giver enhver ny spiller mulighed for, at kunne spille uden de store problemer.
Virtuelle penge
Der er mulighed for at købe virtuelle penge i spillet. Dette gøres via deres hjemmeside.
Der er 2 virtuelle slags penge i spillet. Gold/silver og CP (kaldet Conquer Points).
Ved hjælp af CPs kan man købe utrolige våben og rustninger i spillet og giver det mere Battle Power.
Battle Power (BP)
Battle Power er en status på dit udstyr og dit level, som kan hjælpe dig med at dræbe andre og få mere "experience" i spillet.
Dette registrerer hvad du har på af udstyr, hvad dit level er og om du har en mentor.
Spillet regner alt sammen ud for dig, og fortæller dig hvad du har af Battle Power.
Hvis andre personer har lavere BP, vil du have nemmere ved at dræbe dem. Hvis den er højere får du det tilsvarende sværere,

| computerspil | Spire Denne computerspilsrelaterede artikel er en spire som bør udbygges. Du er velkommen til at hjælpe Wikipedia ved at udvide den. |